# Džeraldo Rivera
Džeraldo Rivera (rođen Džerald Majkl Riviera; 4. jul 1943) je američki voditelj, reporter, advokat i autor. On je bio je domaćin tok šoa Geraldo od 1987. do 1998. Rivera je bio domaćin novinsko maganskog programa Geraldo at Large, domaćin je povremenih emisija Geraldo Rivera Reports (kao zamene za At Large) i redovno se pojavljuje u emisijama Foks Njuz kanala, poput The Five.

## Detinjstvo i mladost
Rivera je rođen u medicinskom centru Bet Izrael u Njujork Sitiju u državi Njujork, kao sin Lilian (rođene Fridman; 16. oktobar 1924. - 3. jun 2018) i Kruza „Alena” Rivere (1. oktobar 1915. - novembar 1987). Njegovi roditelji su bili radnica u restoranu i vozač taksija, respektivno. Riverin otac je bio portorikanski katolik, a njegova majka je bila ruskog jevrejskog porekla. Odgajan je „uglavnom u jevrejskoj” tradiciji i imao je ceremoniju bar micva. Odrastao je u Bruklinu i Zapadnom Vavilonu u Njujorku, gde je pohađao srednju školu Vest Vavilon. Porodica Rivera je povremeno bila pod udarom predrasuda i rasizma, a stoga je njegova majka promenila speling njihovog prezimena u „Riviera”, kako bi izbegla izlive netripeljivosti usmerene na njih (jedino njegova sestra Šaron nije promenila način pisanja njihovog prezimena).
Od 1961. do 1963. pohađao je Pomorski koledž Državnog univerziteta u Njujorku u odseku Trogs Nek u Bronksu, gde je bio član veslačkog tima. Potom je prešao na Univerzitet u Arizoni, gde je dobio diplomu. u poslovnoj administraciji 1965. godine.
Nakon niza poslova u rasponu od prodavca odeće do kuvara, Rivera se upisao na Pravni fakultet u Bruklinu 1966. Dok je bio student prava, on je stažirao kod okružnog tužioca Njujorka pod vođstvom borca protiv kriminala Frenka Hogana i Harlemske organizacije za prava (kao pružalac pravnih usluga u zajednici), pre nego što je 1969. godine stekao doktorsku titulu rangirajući se blizu vrha svoje klase. Zatim je bio nosilac pozicije Redžinald Heber Smita iz oblasti prava siromaštva na Pravnom fakultetu Univerziteta u Pensilvaniji u leto 1969. godine, pre nego što je primljen u Advokatsku komoru države Njujork kasnije te godine.
Nakon što je radio sa organizacijama kao što su Akcija zajednice za prevne usluge sa sedištem na Menhetnu i Nacionalni savez advokata, Rivera je postao čest advokat u ogranku Mladih lordova sa sedištem u Istočnom Harlemu u Njujorku, portorikanske aktivističke grupe, što je ultimatno ubrzalo njegov ulazak u privatnu praksu. Ovaj rad je privukao pažnju direktora vesti WABC-TV Al Prima kada je Riveru intervjuisan o okupaciji jedne crkve u susedstvu 1969. Primo je ponudio Riveri posao reportera, ali nije bio zadovoljan imenom „Džerald“ (jer je želeo nešto više prepoznatljivo latinsko), te su se složili da idu sa izgovorom koji koristi portorikanska strana Riverine porodice: Geraldo. Zbog nedostatka novinarskog iskustva, ABC je omogućio da Rivera studira uvodni kurs emiterskog novinarstva kod Freda Frendlija u okviru Letnjeg programa novinarstva za članove manjinskih grupa koji je finansirala Fordova fondacija na Fakultetu novinarstva Univerziteta Kolumbija 1970. godine.

## Karijera

### Rani stupnjevi
Riveru je 1970. godine angažovala WABC-TV kao reportera za Eyewitness News. Godine 1972, privukao je nacionalnu pažnju i osvojio Pibodi nagradu za svoj izveštaj o zanemarivanju i zlostavljanju pacijenata sa intelektualnim invaliditetom u Državnoj školi Viloubruk na Stejten Ajlendu i selu Lečvort okruga Rokland, a počeo je da se pojavljuje na ABC-jevim nacionalnim programima kao što su 20/20 i Nightline nakon njihovog pokretanja 1978. i 1979. godine. Nakon što je Džon Lenon odgledao Riverin izveštaj o pacijentima u Viloubruku, on i Rivera su 30. avgusta 1972. održali dobrotvorni koncert pod nazivom „Jedan na jedan“ u Medison Skver Gardenu u Njujorku (koji je Joko Ono posthumno objavila 1986, kao Živi u Njujorku).
U julu 1973, Rivera je snimio pilot epizodu Laku noć Ameriko, kasnonoćnog novinskog magazina koji je vodio (i bio je izvršni producent). On je počeo sa svojim poluredovnim emitovanjem od aprila 1974. do juna 1977. kao deo ABC's Wide World of Entertainment programskog bloka. Tema emisije je bila pesma It Don't Come Easy Ringa Stara. Good Night America se bavila kontroverznim temama tog doba, uključujući upotrebu marihuane i status onih koji izbegavaju regrutaciju u Vijetnamski rat. Epizoda programa iz 1975. godine, sa Dikom Gregorijem i Robertom Dž. Grodenom, prikazala je prvi nacionalni televizijski prenos istorijskog Zapruderovog filma. Sve 33 epizode Laku noć Ameriko mogu se pogledati i preuzeti na Riverinom vebsajtu.

## Izabrani radovi
- Rivera, Geraldo (1972). Willowbrook: A report on how it is and why it doesn't have to be that way. New York: Vintage Books. ISBN 0-394-71844-5.
- Rivera, Geraldo (1973). Miguel Robles—So Far. San Diego: Harcourt Brace Jovanovich. ISBN 0-15-253900-X.
- Rivera, Geraldo (1973). Puerto Rico: Island of Contrasts, pictures by William Negron. Parents Magazine Press. ISBN 0-8193-0683-5.
- Rivera, Geraldo (1977). A Special Kind of Courage: Profiles of young Americans. New York: Bantam Books. ISBN 0-553-10501-9.
- Rivera, Geraldo (1992). Exposing Myself. London: Bantam. ISBN 0-553-29874-7.
- Rivera, Geraldo (2008). HisPanic: Why Americans fear Hispanics in the U. S. New York: Celebra. ISBN 0-451-22414-0.
- Rivera, Geraldo (2009). The Great Progression: How Hispanics Will Lead America to a New Era of Prosperity. New York: New American Library. ISBN 0-451-22881-2.
- Rivera, Geraldo (2018). The Geraldo Show, A Memoir. Texas: Benbella Books. ISBN 9781944648909.

## Spoljašnje veze
- Zvanični veb-sajt
- "Geraldo Rivera Official Statement Regarding Embedment Controversy", 4 April 2003 на сајту  (архивирано 2006-11-20) – Rivera tells the story of his Iraq "Map in the Sand"
- "Pentagon Says Geraldo Rivera Will Be Removed From Iraq" – The New York Times, April 1, 2003
- Geraldo Rivera's Influence on the Satanic Ritual Abuse and Recovered Memory Hoaxes Архивирано на веб-сајту  (6. јануар 2012) – from religioustolerance.org
- Urban Legend about Geraldo Rivera's name being changed from Jerry Rivers – from snopes.com
- Geraldo Rivera na sajtu  (jezik: engleski)
- Džeraldo Rivera на веб-сајту  (језик: енглески)